# Зло во благо
«Зло во благо» (англ. Righting wrongs, иер. трад. 執法先鋒, упр. 执法先锋, кант.-рус.: Чап фат синь фун); «Над законом» (англ. Above The Law) — кинофильм 1986 года.
В 1987 году фильм получил 2 номинации на «6-я Гонконгской кинопремии» в категориях «Лучший актёр второго плана» и «Лучшая постановка боя».

## Сюжет
Джейсон Чан (Юань Бяо) — адвокат, разгневанный тем, что закон, как ему кажется, защищает преступников. После того как главный свидетель и вся его семья были убиты, Джейсон решает вершить правосудие своими руками.
Существуют две альтернативные концовки фильма: в одной главный герой и героиня Синтии Ротрок погибают, в другой же оба выживают, но главный герой приговаривается к пожизненному заключению.

## В ролях
- Юань Бяо — Джейсон Чан / Ха Линчен
- Синтия Ротрок — Сэнди Джонс
- Мелвин Вон[кит.] — Вон Чинвай
- У Ма[англ.] — отец Джои
- Рой Цяо[англ.] — судья
- Кори Юнь[англ.] — Джои
- Тянь Цзюнь — Джонни Куон
- Карен Шепард — Карен